# José Luis García Pérez
José Luis García-Pérez (Sevilla, 1 de setembre de 1972), és un actor de cinema, teatre i televisió espanyol. És parella de Cristina Alarcón, amb qui ha tingut un fill l'abril de 2019.

## Carrera
Sortit del Centre Andalús de Teatre, va ser nominat al Goya com a actor revelació el 2005 per la pel·lícula Cachorro.
Com a protagonista ha realitzat treballs amb Gerardo Herrero, Benito Zambrano i José Luis Garci al cinema i amb Blanca Portillo i Carlos Saura al teatre.
Fundador i director de Quijotadas, espectacle que ha recorregut els escenaris d'Espanya i altres països. Dirigeix la seva pròpia companyia, Digo Digo Teatro, amb la qual ha collit nombrosos èxits.
El 2015 va participar en la sèrie Carlos, Rey Emperador, on va donar vida a Hernán Cortés.

## Filmografia

### Actor
| Any  | Pel·lícula                            | Director                         |  |
| ---- | ------------------------------------- | -------------------------------- |  |
| 1997 | Mucho por vivir (Curtmetratge)        | Jesús Carlos Salmerón            |  |
| 1997 | Mi nuevo pie de rey (Curtmetratge)    | Santi Amodeo                     |  |
| 1998 | I'm fine in Wellington (Curtmetratge) | Jesús Carlos Salmerón            |  |
| 2001 | Semana Santa                          | Pepe Dancuart                    |  |
| 2001 | Asalto informático                    | Miguel Ángel Carrasco            |  |
| 2001 | Cuando todo esté en orden             | César Martínez                   |  |
| 2002 | Una pasión singular                   | Antonio Gonzalo                  |  |
| 2002 | El traje                              | Alberto Rodríguez                |  |
| 2003 | Héctor                                | Gracia Querejeta                 |  |
| 2003 | Cachorro                              | Miguel Albaladejo                |  |
| 2003 | El Lobo                               | Miguel Courtois                  |  |
| 2003 | Recambios                             | Manuel Fernández                 |  |
| 2003 | Mirados (Curtmetratge)                | Julio Fraga                      |  |
| 2003 | Llévame a otro sitio (Curtmetratge)   | David Martín                     |  |
| 2004 | Volando voy                           | Miguel Albaladejo                |  |
| 2004 | Reinas                                | Manuel Gómez Pereira             |  |
| 2004 | El mundo alrededor                    | Álex Calvo-Sotelo                |  |
| 2005 | Va a ser que nadie es perfecto        | Joaquín Oristrell                |  |
| 2005 | Arena en los bolsillos                | César Martínez                   |  |
| 2005 | Los aires difíciles                   | Gerardo Herrero                  |  |
| 2006 | Lola Flores, la pel·lícula            | Miguel Hermoso                   |  |
| 2006 | La sombra de nadie                    | Pablo Malo                       |  |
| 2006 | Siete mesas de billar francés         | Gracia Querejeta                 |  |
| 2007 | Que parezca un accidente              | Gerardo Herrero                  |  |
| 2007 | 8 citas                               | Peris Romano i Rodrigo Sorogoyen |  |
| 2008 | Retorno a Hansala                     | Chus Gutiérrez                   |  |
| 2008 | Un novio para Yasmina                 | Irene Cardona                    |  |
| 2009 | Ways to live for ever                 | Gustavo Ron                      |  |
| 2010 | Impávido                              | Carlos Therón                    |  |
| 2010 | Buried                                | Rodrigo Cortés                   |  |
| 2010 | Desechos                              | David Marqués                    |  |
| 2011 | Los niños salvajes                    | Patricia Ferreira                |  |
| 2011 | Tres (Curtmetratge)                   | Carlos Violadé                   |  |
| 2012 | Holmes & Watson. Madrid Days          | José Luis Garci                  |  |
| 2012 | A puerta fría                         | Xavi Puebla                      |  |
| 2012 | Habitantes (Curtmetratge)             | Leticia Dolera                   |  |
| 2012 | Copenhague (Curtmetratge)             | Luis María Ferrández             |  |
| 2015 | El país del miedo                     | Francisco Espada                 |  |

### Director
| Any  | Pel·lícula                 |
| ---- | -------------------------- |
| 2009 | Parenthesis (Curtmetratge) |

## Teatre

### Actor
| Any       | Obra                                 | Companyia                        | Director                       |
| --------- | ------------------------------------ | -------------------------------- | ------------------------------ |
| 1991      | Pero no morirás                      |                                  | B. Soriano                     |
| 1993      | El abanico de Lady Windermere        |                                  | Juan Carlos Pérez de la Fuente |
| 1996      | Héctor 1,2,3,...,5,6,7               |                                  | Santi Amodeo                   |
| 1996-1997 | Monólogos de máscaras contemporáneas |                                  | Juan Carlos Sánchez            |
| 1997      | Macbeth                              |                                  | David Perry                    |
| 1997      | Faith                                |                                  | Julio Fraga                    |
| 1997      | Encuentro de poetas                  |                                  | Ramón Bocanegra                |
| 1997      | Vivir como cerdos                    |                                  | Jesús Carlos Salmerón          |
| 1997      | Vamos a dormir                       |                                  | Juan Motilla                   |
| 1999-2000 | Cuatro y una silla que son cinco     | Digo Digo Teatro                 | Juan Carlos Sánchez            |
| 2000-2002 | En la boca del lobo                  | Digo Digo Teatro                 |                                |
| 2002      | Silencio                             | C.A.T.                           |                                |
| 2003-2004 | 5 y Acción                           | Digo Digo Teatro                 |                                |
| 2006-2007 | Closer                               |                                  | Mariano Barroso                |
| 2008-2009 | En la boca del lobo                  | Digo Digo Teatro                 |                                |
| 2009      | Arte                                 | Trasgo Producciones              | Eduardo Recabarren             |
| 2011      | La avería                            | Avance Producciones & Entrecajas | Blanca Portillo                |
| 2012      | Viejos tiempos                       | Teatro Español                   | Ricardo Moya                   |
| 2013      | El gran teatro del mundo             | Teatro Español                   | Carlos Saura                   |
| 2014      | Don Juan Tenorio                     | Teatro Pavón                     | Blanca Portillo                |

### Director
- Vayas donde vayas (1996)
- Nombre de mujer (1996-1997)
- Quijotadas (2005)
- Vampiros, la belleza siniestra (2006)
- Celosías (2012) (Microteatre)

## Televisió
- El Séneca (1996)
- Plaza Alta (1998)
- Eladio y compañía (1999)
- Secretos de mar (2000)
- Padre Coraje (2000)
- Policías, en el corazón de la calle (2000)
- Periodistas (2000)
- Compañeros (2000)
- Hospital Central (2002)
- Acosadas (2002)
- Seconde Chance (2004)
- Un paso adelante (2004)
- El camino de Víctor (2004)
- Ana y los 7 (2004)
- El comisario (2005)
- Aída (2005)
- Divinos (2006)
- Hermanos y detectives (2007)
- Guante blanco (2008)
- Fuera de lugar (2008)
- El criminal (2010)
- Alfonso, el príncipe maldito (2010)
- Acusados (2010)
- Amar en tiempos revueltos (2010-2011)
- El don de Alba (2013)
- Vive cantando (2013-2014)
- El rey (2014)
- Carlos, Rey Emperador (2015-2016)
- Bajo sospecha (2016)
- Sé quién eres (2017)
- La verdad (2018)
- Secretos de Estado (2019)
- Hospital Valle Norte (2019)
- El Cid (2020-¿?)
- La caza (2020-¿?)

## Premis i Candidatures
| Any  | Certamen                                        | Categoria                 | pel·lícula                                             | Resultat  |
| ---- | ----------------------------------------------- | ------------------------- | ------------------------------------------------------ | --------- |
| 1999 | Festival de teatre al Sud de Palma de Río       | Millor actor de teatre    | Cuatro y una silla que son cinco                       | Guanyador |
| 1999 | Festival de curts d'Andalusia a Huelva          | Millor actor              |                                                        | Guanyador |
| 2004 | Premis Goya                                     | Millor actor revelación   | Cachorro                                               | Nominat   |
| 2007 | Festival de cinema espanyol de Peníscola        | Millor actor              | Va a ser que nadie es perfecto                         | Guanyador |
| 2008 | Premis "El Público"                             | Premi de Cinema           | 8 citas Un novio para Yasmina Que parezca un accidente | Guanyador |
| 2009 | Festival Internacional de Cinema Euro-Àrab AMAL | Millor actor              | Un novio para Yasmina                                  | Guanyador |
| 2010 | Festival Mostra de València                     | Millor actor              | El criminal                                            | Guanyador |
| 2012 | Unión de Actores y Actrices                     | Millor actor protagonista | Amar en tiempos revueltos                              | Nominat   |